# Operação Valquíria

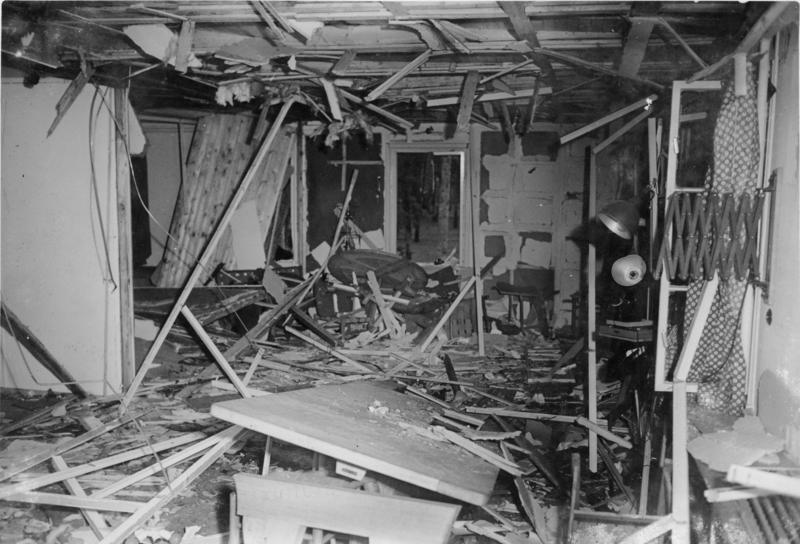
O Wolfsschanze depois da explosão.

A Operação Valquíria (em alemão:  Unternehmen Walküre) era um plano alemão criado durante a Segunda Guerra Mundial com o propósito de manter o governo do país funcionando em caso de uma emergência, através da mobilização do exército reserva da Alemanha para assumir o controle da situação caso houvesse algum tipo de levante entre a população civil alemã ou uma revolta de trabalhadores estrangeiros (a esmagadora maioria escravos trazidos dos territórios ocupados) em fábricas dentro do país.
Os generais do exército alemão (Heer) Friedrich Olbricht, Henning von Tresckow e o coronel Claus von Stauffenberg modificaram o plano com a intenção de usar a força de reserva alemã para tomar o controle das cidades do país, desarmar a SS e prender a liderança nazista após o assassinato do ditador Adolf Hitler no Atentado de 20 de Julho. A morte de Hitler (ao invés de simplesmente detê-lo) era necessária para desprender os soldados e oficiais alemães do seu juramento de lealdade pessoal a ele (Führereid). Em julho de 1944, a operação foi executada mas terminou em fracasso, com os conspiradores sendo presos e muitos deles executados.

## O Plano

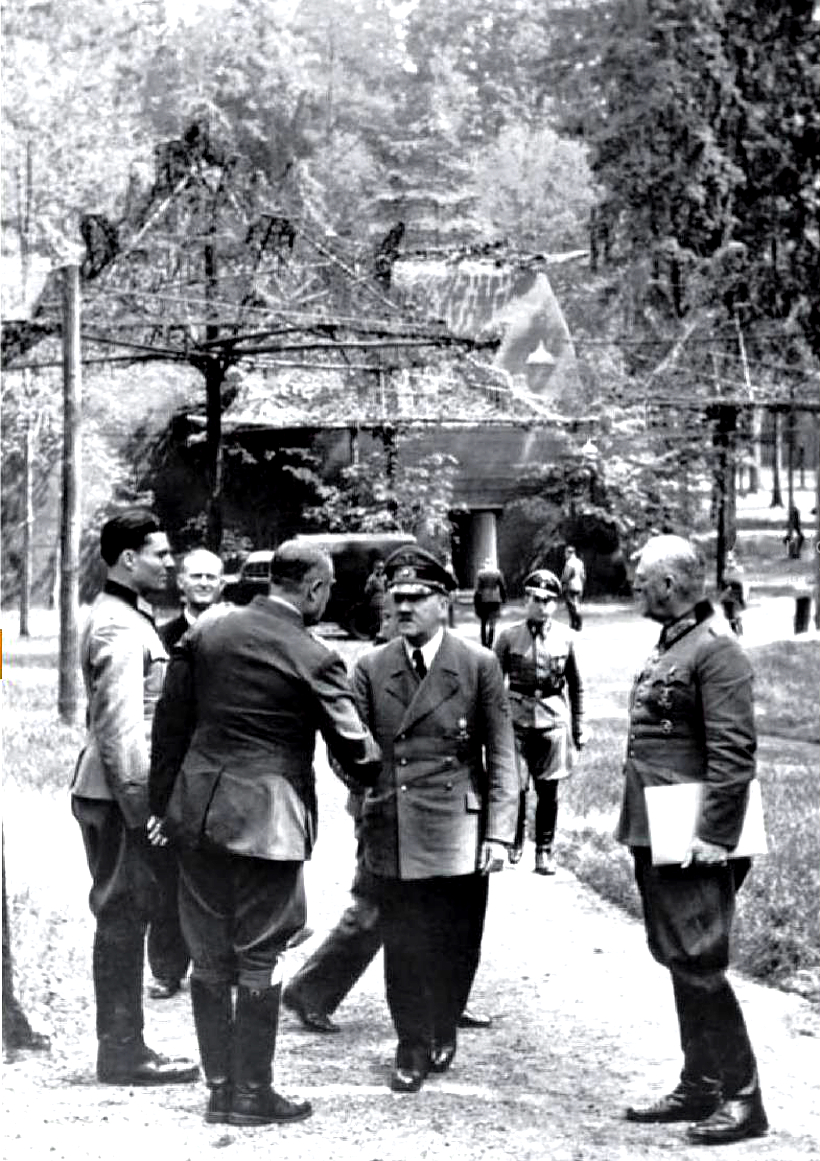
Stauffenberg (à esquerda) em Rastenburg em 15 de Julho de 1944. No centro Adolf Hitler. Stauffenberg já levava as bombas consigo. Mas decidiu não detoná-las naquele momento.

O plano original, criado para lidar com distúrbios internos em situações emergenciais, foi criado pela equipe do general Friedrich Olbricht em sua capacidade de chefe do Escritório do Exército. O plano foi aprovado por Hitler. A ideia de usar o exército reserva para dar um Golpe de Estado já existia antes, mas o problema para os conspiradores estava na falta de cooperação do coronel-general Friedrich Fromm, Chefe do Exército Reserva, o único que, além de Hitler, podia iniciar Valquíria. Ainda assim, após as lições aprendidas no fracassado atentado de 13 de março de 1943, Olbricht achava que o plano original era inadequado e que o exército reserva teria que ser mobilizado para o golpe sem a cooperação de Fromm.[carece de fontes?]
O plano original da Operação Valquíria lidava apenas com a estratégia de garantir a prontidão de combate das escassas unidades de reservas do exército. Olbricht adicionou uma segunda parte ao plano, o 'Valquíria II', que iria aprovar as mudanças no agrupamento de unidades prontas para ação.
Em agosto e setembro de 1943, o general Henning von Tresckow achou que as revisões de Olbricht eram inadequadas, e assim expandiu o plano e fez várias revisões. A declaração secreta inicial seria: "O Führer Adolf Hitler está morto! Um grupo traiçoeiro de líderes do partido tentaram explorar a situação ao atacar nossos preparados soldados por trás para tomar o poder para eles mesmos." Instruções com detalhes foram escritos para ocupação de ministérios governamentais em Berlim, o quartel-general de Heinrich Himmler na Prússia Oriental, estações de rádio, centrais telefônicas, infraestruturas militares nazistas em vários distritos e os campos de concentração. Todos os documentos eram manuseados pela esposa de Tresckow, Erika, e por Margarete von Oven, a sua secretária. Ambas as mulheres usavam luvas para não deixarem impressões digitais.
Em essência, o plano era enganar o exército reserva para tomar o poder e remover o governo civil da Alemanha Nazista em guerra sob pretensões falsas de que a própria SS estava tentando dar um golpe de estado e tinham assassinado Hitler. O principal requisito era que os soldados comuns e os oficiais menores deveriam seguir com o plano motivados por alegações falsas de que a liderança civil nazista fora desleal e traíra o Estado e então deveriam derruba-los. Os conspiradores contavam com os soldados obedecendo suas novas ordens e para tal elas tinham que vir direto de canais oficiais, como o Alto Comando do Exército Reserva.
Além de Hitler, apenas o general Friedrich Fromm, comandante do Exército Reserva, poderia dar início a Operação Valquíria. Assim, para que o plano funcionasse, Fromm deveria ser persuadido pelos conspiradores a participar do plano ou ele deveria ser neutralizado. O general Fromm, como muitos oficiais superiores do exército alemão, sabia a respeito da conspiração contra Hitler, mas ou não apoiavam os conspiradores ou simplesmente os ignoravam e não reportavam suas atividades a Gestapo.
Em 1944, o plano final foi implementado no Atentado de 20 de julho. Apesar da mobilização da reserva do exército através da Operação Valquíria ter visto um sucesso inicial, Hitler sobreviveu e outros oficiais nazistas suplantaram a ordem dos conspiradores e voltaram o exército reserva contra eles. No final, o coronel Claus von Stauffenberg (o mentor do atentado de 1944), os generais Tresckow e Olbricht e o marechal Erwin von Witzleben foram executados pelos nazistas, enquanto Ludwig Beck cometeu suicídio. Milhares de alemães foram presos e pelo menos 5 mil membros da resistência foram também mortos nas represálias.

## Na mídia
Em 2008, Tom Cruise estrelou Valkyrie (br: Operação Valquíria), filme baseado na operação mostrando o atentado do ponto de vista de Stauffenberg.